# Holbæk Station
Holbæk Station er en dansk jernbanestation i Holbæk.
Stationen er endestation for Odsherredsbanen, og ligeledes endestation for 2 ud af 3 tog på Nordvestbanen. Der har tidligere været forbindelser fra Odsherredsbanen over Tølløse på Nordvestbanen til Slagelse, men dette er ikke en del af den nuværende køreplan.
Den modernistiske stationsbygning er opført 1972 efter tegninger af Ole Ejnar Bonding. Den tidligere station fra 1874 var tegnet af Adolf Ahrens og blev nedrevet i forbindelse med opførelsen af den nuværende station.
Natten til den 5. juli 2010 udviklede en påsat brand i en udrangeret Y-togsstyrevogn sig så voldsomt, at relæhuset med stationens sikringsanlæg, tilslutning til linjeblok mod Regstrup hhv. Vipperød, tilslutning til fjernstyringsanlægget samt dele til Odsherredsbanens fjernstyringsanlæg udbrændte. På Odsherredsbanen kunne trafikken genoptages allerede samme dag, men først tirsdag den 7. juli blev DSB's trafik genoptaget i begrænset omfang.
I dagstimerne på hverdage kører der i den normale køreplan tre tog i timen mod København, to mod Nykøbing Sjælland og et enkelt mod Kalundborg.

## Galleri
- Wikimedia Commons har flere filer relateret til Holbæk Station

- Direkte overgang mellem Odsherredsbanen og DSB's regionaltog.
- De to perroner.
- Lokaltogs drejeskive med tidligere DSB MY-lokomotiv.
- Lokaltogs værksted med en Lint 41.
- Stationen set fra østenden.
- Busterminalen nedenfor stationen.
- Skråparkering for busser i alle retninger.

## Antal rejsende
Ifølge Østtællingen 2008 var udviklingen i antallet af dagligt afrejsende:
| År   | Antal |
| ---- | ----- |
| 2003 | 2.879 |
| 2004 | 3.015 |
| 2005 | 3.103 |
| 2006 | 3.531 |
| 2007 | 2.714 |
| 2008 | 2.907 |